# Neotabuda subpilosa
Neotabuda subpilosa är en tvåvingeart som beskrevs av Lyneborg 1980. Neotabuda subpilosa ingår i släktet Neotabuda och familjen stilettflugor. Inga underarter finns listade i Catalogue of Life.